# ハイチの大統領の一覧
ハイチの大統領（ハイチのだいとうりょう、ハイチ語: Prezidan Repiblik Ayiti, フランス語: Président de la République d'Haïti）は、ハイチの元首たる大統領である。

## 概要
任期5年。有権者による直接選挙で選出される。

## 元首の一覧
|  | サン＝ドマング (1791-1804)                                         |                               |                               |                                |                                |                        |                               |
|  | 総督                                                               | 総督                          | 所属政党                      | 期                             | 在任期間                       | 在任期間               | 備考                          |
|  | トゥーサン・ルヴェルチュール Tousen Louvèti                        |                               | 無所属 （軍人）               | －                             | 1791年1月1日 - 1797年1月1日    | 6年 + 0日              | 独立派指導者                  |
|  | トゥーサン・ルヴェルチュール Tousen Louvèti                        | －                            | 無所属 （軍人）               | 1797年1月1日 - 1801年7月7日    | 4年 + 187日                    | 副知事                 |                               |
|  | トゥーサン・ルヴェルチュール Tousen Louvèti                        | －                            | 無所属 （軍人）               | 1801年7月7日 - 1802年5月6日    | 303日                          | 終身総督解任           |                               |
|  | （欠員）                                                           | （欠員）                      | （欠員）                      | －                             | 1802年5月6日 - 1804年1月1日    | 1年 + 240日            |                               |
|  | ジャン＝ジャック・デサリーヌ Jean-Jacques Dessalines               |                               | 無所属 （軍人）               | －                             | 1804年1月1日 - 1804年9月22日   | 265日                  | 総督総督職廃止                |
|  | ハイチ第一帝国 (1804–1806)                                         |                               |                               |                                |                                |                        |                               |
|  | 皇帝                                                               | 皇帝                          | 出身家                        | 在位期間                       | 在位期間                       | 在位期間               | 備考                          |
|  | ジャック1世 Jacques I                                              |                               | デサリーヌ家                  | 1804年9月22日 - 1806年10月17日 | 1804年9月22日 - 1806年10月17日 | 2年 + 25日             | 死去 帝位廃止                 |
|  | 分割統治 (1806–1820)                                               |                               |                               |                                |                                |                        |                               |
|  | ハイチ国 (1806-1811)                                               |                               |                               |                                |                                |                        |                               |
|  | 大統領                                                             | 大統領                        | 所属政党                      | 期                             | 在任期間                       | 在任期間               | 備考                          |
|  | アンリ・クリストフ Anri Kristòf                                    |                               | 無所属 （軍人）               | －                             | 1806年10月17日 - 1807年2月17日 | 123日                  | 暫定長官                      |
|  | アンリ・クリストフ Anri Kristòf                                    | －                            | 無所属 （軍人）               | 1807年2月17日 - 1811年3月28日  | 4年 + 39日                     | 大統領職廃止           |                               |
|  | ハイチ王国 (1811-1820)                                             |                               |                               |                                |                                |                        |                               |
|  | 国王                                                               | 国王                          | 出身家                        | 在位期間                       | 在位期間                       | 在位期間               | 備考                          |
|  | アンリ1世 Anri I                                                   |                               | クリストフ家                  | 1811年3月28日 - 1820年10月8日  | 1811年3月28日 - 1820年10月8日  | 9年 + 194日            | 死去                          |
|  | （空位）                                                           | （空位）                      | （空位）                      | 1820年10月8日 - 1820年10月18日 | 1820年10月8日 - 1820年10月18日 | 10日                   | 王位廃止                      |
|  | ハイチ共和国 (1806-1820)                                           |                               |                               |                                |                                |                        |                               |
|  | 大統領                                                             | 大統領                        | 所属政党                      | 期                             | 在任期間                       | 在任期間               | 備考                          |
|  | アレクサンドル・ペション Alexandre Pétion,                         |                               | 無所属 （軍人）               | －                             | 1806年10月17日 - 1816年10月9日 | 11年 + 163日           |                               |
|  | アレクサンドル・ペション Alexandre Pétion,                         | 1816年10月9日 - 1818年3月29日 | 無所属 （軍人）               | －                             | 終身大統領                     | 11年 + 163日           |                               |
|  | ジャン＝ピエール・ボワイエ Jean Pierre Boyer                       |                               | 無所属 （軍人）               | －                             | 1818年3月30日 - 1820年10月18日 | 2年 + 202日            | 終身大統領                    |
|  | ハイチ共和国 (1820-1849)                                           |                               |                               |                                |                                |                        |                               |
|  | 大統領                                                             | 大統領                        | 所属政党                      | 期                             | 在任期間                       | 在任期間               | 備考                          |
|  | ジャン＝ピエール・ボワイエ Jean Pierre Boyer                       |                               | 無所属 （軍人）               | －                             | 1820年10月18日 - 1843年2月13日 | 22年 + 118日           | 終身大統領在任中に逃亡        |
|  | （欠員）                                                           | （欠員）                      | （欠員）                      | －                             | 1843年2月13日 - 1843年4月4日   | 50日                   |                               |
|  | シャルル・リヴィエル＝エラール Charles Rivière-Hérard              |                               | 無所属 （軍人）               | －                             | 1843年4月4日 - 1844年5月3日    | 1年 + 29日             | 在任中に逃亡                  |
|  | フィリップ・ゲリエ Philippe Guerrier                               |                               | 無所属 （軍人）               | －                             | 1844年5月3日 - 1845年4月15日   | 347日                  | 在任中に死去                  |
|  | ジャン＝ルイ・ピエロ Jean-Louis Pierrot                            |                               | 無所属 （軍人）               | －                             | 1845年4月16日 - 1846年3月24日  | 342日                  | 在任中に辞任                  |
|  | ジャン＝バティスト・リシェ Jean-Baptiste Riché                     |                               | 無所属 （軍人）               | －                             | 1846年3月24日 - 1847年2月28日  | 341日                  | 在任中に死去                  |
|  | （欠員）                                                           | （欠員）                      | （欠員）                      | －                             | 1847年2月28日 - 1847年3月2日   | 2日                    |                               |
|  | ファウスティン・スロウク Faustin Soulouque                         |                               | 無所属 （軍人）               | －                             | 1847年3月2日 - 1849年8月26日   | 2年 + 177日            | 大統領職廃止                  |
|  | ハイチ第二帝国（1849-1859）                                        |                               |                               |                                |                                |                        |                               |
|  | 皇帝                                                               | 皇帝                          | 出身家                        | 出身家                         | 在位期間                       | 在位期間               | 備考                          |
|  | ファウスティン1世 Faustin I                                        |                               | スロウク家                    | 1849年8月26日 - 1859年1月22日  | 1849年8月26日 - 1859年1月22日  | 9年 + 149日            | 在位中に逃亡帝位廃止          |
|  | ハイチ共和国（1859-1957)                                           |                               |                               |                                |                                |                        |                               |
|  | 大統領                                                             | 大統領                        | 所属政党                      | 期                             | 在任期間                       | 在任期間               | 備考                          |
|  | ファーブル・ジェフラール Fabre Geffrard                            |                               | 無所属 （軍人）               | －                             | 1859年1月22日 - 1867年3月13日  | 8年 + 50日             | 在任中に亡命                  |
|  | ジャン＝ニコラ・ニサージュ・サジェ Jean-Nicolas Nissage Saget      |                               | 無所属 （軍人）               | －                             | 1867年3月13日 - 1867年5月4日   | 43日                   | 暫定大統領                    |
|  | シルヴァン・サルナーヴ Sylvain Salnave                             |                               | 無所属 （軍人）               | －                             | 1867年5月4日 - 1869年12月27日  | 2年 + 237日            | 在任中に逃亡                  |
|  | ジャン＝ニコラ・二サージュ・サジェ Jean-Nicolas Nissage Saget      |                               | 自由党                        | －                             | 1869年12月27日 - 1874年5月14日 | 4年 + 138日            |                               |
|  | 国務長官評議会                                                     | 国務長官評議会                | －                            | －                             | 1874年5月14日 - 1874年6月14日  | 31日                   |                               |
|  | ミシェル・ドマング Michel Domingue                                 |                               | 無所属                        | －                             | 1874年6月14日 - 1876年4月15日  | 1年 + 306日            | 任期満了前に辞任              |
|  | 国務長官評議会                                                     | 国務長官評議会                | －                            | －                             | 1876年4月15日 - 1876年4月23日  | 8日                    |                               |
|  | ピエール・テオマ・ボアロン Pierre Théoma Boisrond-Canal            |                               | 自由党                        | －                             | 1876年4月23日 - 1876年7月17日  | 85日                   | 暫定大統領                    |
|  | ピエール・テオマ・ボアロン Pierre Théoma Boisrond-Canal            | －                            | 自由党                        | 1876年7月17日 - 1879年7月17日  | 3年 + 0日 （計 3年 + 85日）    | 任期満了前に辞任       |                               |
|  | ジョセフ・ラモテ Joseph Lamothe                                    |                               | 無所属                        | －                             | 1879年7月26日 - 1879年10月2日  | 68日                   | 暫定大統領                    |
|  | リシウス・サロモン Lysius Salomon                                  |                               | 国民党                        | －                             | 1879年10月2日 - 1888年8月10日  | 8年 + 313日            | 終身大統領辞任                |
|  | ピエール・テオマ・ボアロン Pierre Théoma Boisrond-Canal            |                               | 自由党                        | －                             | 1888年8月10日 - 1888年10月16日 | 67日                   | 暫定大統領                    |
|  | フランソワ・デニス・レギタイム François Denys Légitime             |                               | 自由党                        | －                             | 1888年10月16日 - 1889年8月23日 | 311日                  | 任期満了前に辞任              |
|  | モンポワン・ジュヌ Monpoint Jeune                                  |                               | 無所属                        | －                             | 1889年8月23日 - 1889年10月17日 | 55日                   | 大統領代行                    |
|  | フロービル・ハイポライト Florvil Hyppolite                         |                               | 国民党                        | －                             | 1889年10月17日 - 1896年3月24日 | 6年 + 159日            | 在任中に死去                  |
|  | ティレシアス・サイモン・サム Tirésias Simon Sam                    |                               | 国民党                        | －                             | 1896年3月31日 - 1902年5月12日  | 6年 + 42日             | 任期満了前に辞任              |
|  | ピエール・テオマ・ボアロン Pierre Théoma Boisrond-Canal            |                               | 自由党                        | －                             | 1902年5月26日 - 1902年12月17日 | 205日                  | 暫定大統領                    |
|  | ピエール・ノール・アレクシス Pierre Nord Alexis                    |                               | 無所属 （軍人）               | －                             | 1902年12月21日 - 1908年1月     | 5年 + 347日            |                               |
|  | ピエール・ノール・アレクシス Pierre Nord Alexis                    | －                            | 無所属 （軍人）               | 1908年1月 - 1908年12月2日      | 終身大統領在任中に亡命         | 5年 + 347日            |                               |
|  | フランソワ・C・アントワーヌ・シモン François C. Antoine Simon      |                               | 自由党                        | －                             | 1908年12月6日 - 1911年8月3日   | 2年 + 240日            | 在任中に亡命                  |
|  | シンシナタス・ルコンテ Cincinnatus Leconte                         |                               | 国民党                        | －                             | 1911年8月15日 - 1912年8月8日   | 359日                  | 在任中に死去                  |
|  | タンクレード・オーギュスト Tancrède Auguste                        |                               | 国民党                        | －                             | 1912年8月8日 - 1913年5月2日    | 267日                  | 在任中に死去                  |
|  | ミシェル・オレステ Michel Oreste                                   |                               | 無所属                        | －                             | 1913年5月12日 - 1914年1月27日  | 260日                  |                               |
|  | オレステ・ザモール Oreste Zamor                                    |                               | 無所属 （軍人）               | －                             | 1914年2月8日 - 1914年10月29日  | 263日                  |                               |
|  | ジョセフ・ダヴィルマー・テオドール Joseph Davilmar Théodore        |                               | 無所属 （軍人）               | －                             | 1914年11月7日 - 1915年2月22日  | 107日                  |                               |
|  | ヴィルブラン・ギヨーム・サム Vilbrun Guillaume Sam                 |                               | 無所属 （軍人）               | －                             | 1915年2月25日 - 1915年7月28日  | 153日                  | 在任中に死去                  |
|  | アメリカ合衆国による直接統治                                       | アメリカ合衆国による直接統治  | アメリカ合衆国による直接統治  | －                             | 1915年7月28日 - 1915年8月12日  | 15日                   |                               |
|  | フィリップ・シュドレ・ダルティグナーヴ Philippe Sudré Dartiguenave |                               | 無所属                        | －                             | 1915年8月12日 - 1922年5月15日  | 6年 + 276日            |                               |
|  | ルイ・ボルノ Louis Borno                                           |                               | 無所属                        | －                             | 1922年5月15日 - 1930年5月15日  | 8年 + 0日              |                               |
|  | ルイ・ウジェーヌ・ロイ Louis Eugène Roy                            |                               | 無所属                        | －                             | 1930年5月15日 - 1930年11月18日 | 187日                  |                               |
|  | ステニオ・ヴィンセント Sténio Vincent                              |                               | 無所属                        | －                             | 1930年11月18日 - 1941年5月15日 | 10年 + 178日           |                               |
|  | エリー・レスコ Élie Lescot                                         |                               | 自由党                        | －                             | 1941年5月15日 - 1946年1月11日  | 4年 + 241日            |                               |
|  | フランク・ラヴォー Franck Lavaud                                   |                               | 無所属 （軍人）               | －                             | 1946年1月11日 - 1946年8月16日  | 217日                  | 元首 （軍事統治委員会議長）   |
|  | デュマルセ・エスティメ Dumarsais Estimé                            |                               | 無所属                        | －                             | 1946年8月16日 - 1950年5月10日  | 3年 + 267日            |                               |
|  | フランク・ラヴォー Franck Lavaud                                   |                               | 無所属 （軍人）               | 1                              | 1950年5月10日 - 1950年12月6日  | 210日                  | 元首 （軍事統治委員会議長）   |
|  | ポール・マグロワール Paul Magloire                                 |                               | 農民労働運動                  | －                             | 1950年12月6日 - 1956年12月12日 | 6年 + 6日              |                               |
|  | ジョセフ・ヌムール・ピエール＝ルイ Joseph Nemours Pierre-Louis     |                               | 無所属                        | －                             | 1956年12月12日 - 1957年2月3日  | 53日                   | 暫定大統領                    |
|  | フランク・シルヴァン Franck Sylvain                                |                               | 無所属                        | －                             | 1957年2月7日 - 1957年4月2日    | 54日                   | 暫定大統領                    |
|  | 行政評議会                                                         | 行政評議会                    | －                            | －                             | 1957年4月2日 - 1957年5月25日   | 53日                   |                               |
|  | ダニエル・フィニョレ Daniel Fignolé                                |                               | 無所属                        | －                             | 1957年5月25日 - 1957年6月14日  | 年 + 20日              | 暫定大統領                    |
|  | アントニオ・トラシブル・ケブロー Antonio Thrasybule Kébreau        |                               | 無所属 （軍人）               | －                             | 1957年6月14日 - 1957年10月22日 | 130日                  | 元首 （軍事評議会議長）       |
|  | ハイチ共和国・デュヴァリエ王朝（1957-1986)                         |                               |                               |                                |                                |                        |                               |
|  | 大統領                                                             | 大統領                        | 所属政党                      | 期                             | 在任期間                       | 在任期間               | 備考                          |
|  | フランソワ・デュバリエ François Duvalier                           |                               | 国民統一党                    | 2                              | 1957年10月22日 - 1961年        | 13年 + 181日           | 在任中に死去                  |
|  | フランソワ・デュバリエ François Duvalier                           | 3                             | 国民統一党                    | 1961年 - 1964年                |                                | 13年 + 181日           |                               |
|  | フランソワ・デュバリエ François Duvalier                           | 4                             | 国民統一党                    | 1964年 - 1971年4月21日         | 終身大統領在任中に死去         | 13年 + 181日           |                               |
|  | ジャン＝クロード・デュバリエ Jean-Claude Duvalier                  |                               | 国民統一党                    | 5                              | 1971年4月21日 - 1986年2月7日   | 14年 + 292日           | 終身大統領                    |
|  | ジャン＝クロード・デュバリエ Jean-Claude Duvalier                  | 6                             | 国民統一党                    | 終身大統領在任中に亡命         | 1971年4月21日 - 1986年2月7日   | 14年 + 292日           |                               |
|  | ハイチ共和国（1986-現在）                                          |                               |                               |                                |                                |                        |                               |
|  | 大統領                                                             | 大統領                        | 所属政党                      | 期                             | 在任期間                       | 在任期間               | 備考                          |
|  | アンリ・ナンフィ Henri Namphy                                      |                               | 無所属 （軍人）               | －                             | 1986年2月7日 – 1988年2月7日    | 2年 + 0日              | 元首 （国家政府評議会議長）   |
|  | レスリー・マニガット Leslie Manigat                                |                               | 国民民主進歩党                | 7                              | 1988年2月7日 – 1988年6月20日   | 134日                  |                               |
|  | アンリ・ナンフィ Henri Namphy                                      |                               | 無所属 （軍人）               | －                             | 1988年6月20日 – 1988年9月17日  | 89日 （計 2年 + 89日） |                               |
|  | プロスペル・アヴリル Prosper Avril                                 |                               | 無所属 （軍人）               | －                             | 1988年9月17日 – 1990年3月10日  | 1年 + 174日            |                               |
|  | ヘラルド・アブラハム Hérard Abraham                                |                               | 無所属 （軍人）               | －                             | 1990年3月10日 – 1990年3月13日  | 3日                    | 大統領代行 （軍最高司令官）   |
|  | エルタ・パスカル・トルイヨ Ertha Pascal-Trouillot                  |                               | 無所属                        | －                             | 1990年3月13日 – 1991年2月7日   | 331日                  | 暫定大統領 （最高裁判所長官） |
|  | ジャン＝ベルトラン・アリスティド Jean-Bertrand Aristide            |                               | ラバラス政治機構              | 8                              | 1991年2月7日 – 1991年9月29日   | 234日                  |                               |
|  | ラウル・セドラ Raoul Cédras                                        |                               | 無所属 （軍人）               | －                             | 1991年9月29日 – 1991年10月8日  | 9日                    | 大統領代行 （軍最高司令官）   |
|  | ジョセフ・ネレット Joseph Nérette                                  |                               | 無所属                        |                                | 1991年10月11日 – 1992年6月19日 | 252日                  | 暫定大統領 （最高裁判所長官） |
|  | マルク・バザン Marc Bazin                                          |                               | ハイチ民主主義確立運動        | －                             | 1992年6月19日 – 1993年6月15日  | 361日                  | 大統領代行 （閣僚評議会議長） |
|  | ジャン＝ベルトラン・アリスティド Jean-Bertrand Aristide            |                               | ラバラス政治機構              | －                             | 1993年6月15日 – 1994年5月12日  | 331日                  |                               |
|  | エミール・ジョナサン Émile Jonassaint                              |                               | 無所属                        | －                             | 1994年5月12日 – 1994年10月12日 | 153日                  | 暫定大統領 （最高裁判所長官） |
|  | ジャン＝ベルトラン・アリスティド Jean-Bertrand Aristide            |                               | ラバラス政治機構              | －                             | 1994年10月12日 – 1996年2月7日  | 1年 + 118日            |                               |
|  | ルネ・ガルシア・プレヴァル René Préval                             |                               | ファンミ・ラバラス            | 9                              | 1996年2月7日 – 2001年2月7日    | 5年 + 0日              |                               |
|  | ジャン＝ベルトラン・アリスティド Jean-Bertrand Aristide            |                               | ファンミ・ラバラス            | 10                             | 2001年2月7日 – 2004年2月29日   | 3年 + 22日             |                               |
|  | ボニファス・アレクサンドル Boniface Alexandre                      |                               | 無所属                        | －                             | 2004年2月29日 – 2006年5月14日  | 2年 + 74日             | 暫定大統領 （最高裁判所長官） |
|  | ルネ・ガルシア・プレヴァル René Préval                             |                               | フォン・レスプワ              | 11                             | 2006年5月14日 – 2011年5月14日  | 5年 + 0日              |                               |
|  | ミシェル・マテリ Michel Martelly                                   |                               | 農民の反応                    | 12                             | 2011年5月14日 – 2016年2月7日   | 4年 + 269日            |                               |
|  | エヴァンス・ポール Evans Paul                                      |                               | 無所属                        | －                             | 2016年2月7日 – 2016年2月14日   | 7日                    | 大統領代行 （閣僚評議会議長） |
|  | ジョサラーム・プリバート Jocelerme Privert                         |                               | イニート （INITE）            | 13                             | 2016年2月14日 – 2017年2月7日   | 359日                  | 暫定大統領 （上院議長）       |
|  | ジョブネル・モイーズ Jovenel Moïse                                 |                               | ハイチテットケール党 （PHTK） | 14                             | 2017年2月7日 – 2021年7月7日    | 4年 + 150日            | 在任中に死去                  |
|  | クロード・ジョセフ Claude Joseph                                   |                               | 無所属                        | －                             | 2021年7月7日 – 2021年7月20日   | 13日                   | 大統領代行 （閣僚評議会議長） |
|  | アリエル・アンリ Ariel Henry                                       |                               | 無所属                        | －                             | 2021年7月20日 – 2024年4月24日  | 2年 + 279日            | 大統領代行 （閣僚評議会議長） |
|  | 暫定大統領評議会 Transitional Presidential Council                 |                               | 無所属                        | －                             | 2024年4月25日 –（現職）        | 321日                  | 大統領代行（合議制）          |